# Ranko Jokić
Ranko Jokić (in serbo Ранко Јокић?; 22 aprile 1999) è un calciatore serbo, difensore del Nyíregyháza.

## Caratteristiche tecniche
È un difensore centrale.

## Carriera
Cresciuto nel settore giovanile della Stella Rossa, inizia la propria carriera professionistica nel Radnik Surdulica dove debutta il 20 luglio 2019 in occasione dell'incontro di Superliga perso 2-1 contro il Mladost Lučani; realizza la sua prima rete il 21 ottobre 2020, segnando il gol del definitivo 4-3 nell'incontro di Coppa di Serbia contro il Kabel Novi Sad.

## Statistiche
Statistiche aggiornate al 14 marzo 2021.

### Presenze e reti nei club
| Stagione        | Squadra          | Campionato      | Campionato | Campionato | Coppe nazionali | Coppe nazionali | Coppe nazionali | Coppe continentali | Coppe continentali | Coppe continentali | Altre coppe | Altre coppe | Altre coppe | Totale | Totale | Totale |
| Stagione        | Squadra          | Comp            | Pres       | Reti       | Comp            | Pres            | Reti            | Comp               | Pres               | Reti               | Comp        | Pres        | Reti        | Pres   | Reti   |        |
| --------------- | ---------------- | --------------- | ---------- | ---------- | --------------- | --------------- | --------------- | ------------------ | ------------------ | ------------------ | ----------- | ----------- | ----------- | ------ | ------ | ------ |
| 2019-2020       | Radnik Surdulica | SL              | 12         | 0          | CS              | 2               | 0               |                    | -                  | -                  |             | -           | -           | 14     | 0      |        |
| 2020-2021       | Radnik Surdulica | SL              | 13         | 1          | CS              | 3               | 1               |                    | -                  | -                  |             | -           | -           | 16     | 2      |        |
| Totale carriera | Totale carriera  | Totale carriera | 25         | 1          |                 | 5               | 1               |                    | -                  | -                  |             | -           | -           | 30     | 2      |        |